# Cacyreus lingeus
Cacyreus lingeus là một loài bướm thuộc họ Lycaenidae. Loài này có ở châu Phi, vùng phía Nam sa mạc Sahara.
Sải cánh từ 22–27 mm đối với con đực và 22–28 mm đối với con cái. Cá thể trưởng thành mọc cánh quanh năm, đỉnh điểm từ tháng 10 tới tháng 2.
Ấu trùng ăn các loài hoa của nhiều loài thực vật họ Hoa môi, gồm Plectranthus, Salvia, Calamintha, Lavandula, Mentha và Hemizygia.